# Pittheusz
Pittheusz (görögül: Πιτθεύς) a görög mitológiában Pelopsz és Hippodameia fia, Thüesztész és Atreusz fivére, Troizén jóstehetséggel megáldott királya. Pittheusz rájött az Aigeusznak adott adott jóslat értelmére, aki arra kért választ, hogy lesznek-e utódai; leitatta Aigeuszt, és kimesterkedte, hogy háljon együtt Aithra nevű lányával; ebből a nászból született Thészeusz (a hérosz születésének egyik mítoszváltozata).